# Café Hafa

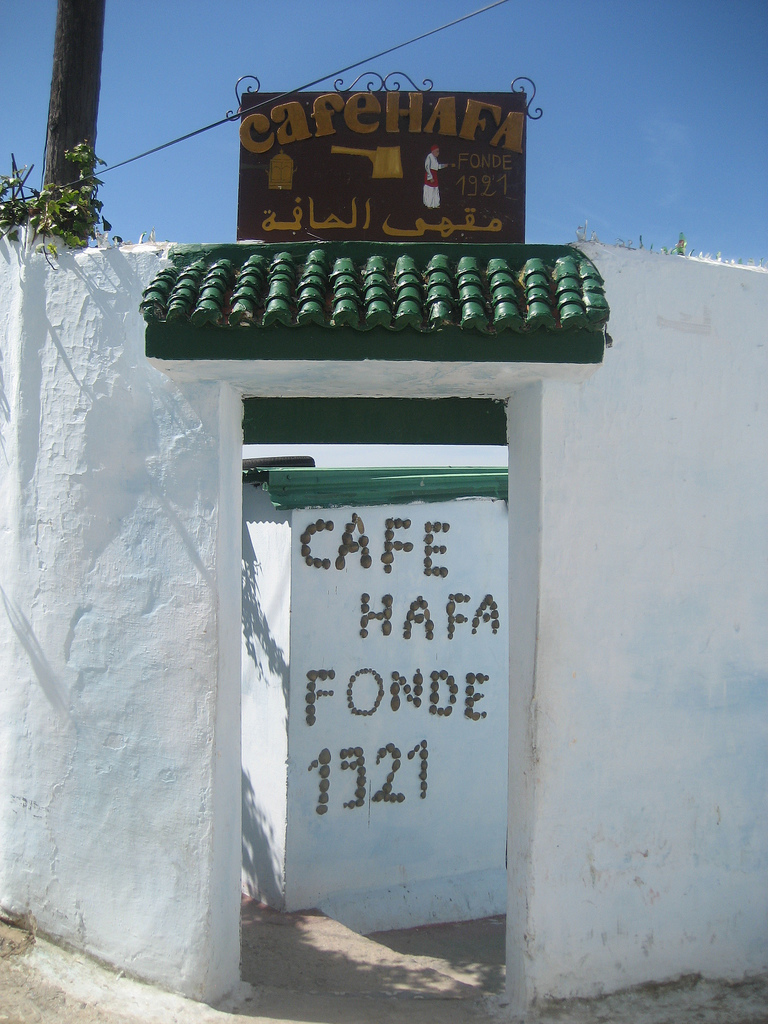
Café Hafa

Le Café Hafa est un café mythique situé à Tanger, au Maroc, au sommet d'une falaise surplombant la baie de Tanger. Il a ouvert en 1921 et a été visité par de nombreux écrivains et chanteurs.

## Histoire
Ouvert en 1921, le café a conservé son décor d'origine. Ce lieu a été ouvert à l'initiative d'un dénommé « Ba Mohamed ». Ce dernier a refusé toutes les offres les plus alléchantes pour conserver l'esprit simple et accueillant de son café.
Construit sur une falaise, le café Hafa offre une vue splendide sur l'océan. Son emplacement, son atmosphère, et son fameux thé à la menthe ont séduit bon nombre de visiteurs. Parmi les plus célèbres, on compte Mohamed Choukri, Paul Bowles, Sean Connery, William S. Burroughs, Abou Bakr Lamtouni, Juan Goytisolo, Tahar Benjelloun, Jean Genet, les Beatles, les Rolling Stones,
L'auteur-compositeur-interprète, musicien, peintre et réalisateur Luis Eduardo Aute lui a dédié une chanson, intitulée Hafa Café, incluse dans son album "Slowly".
Dans son livre La ville des mille et une lumières, l'écrivain Paul Bowles écrit à son propos : «je retourne par contre au café Hafa. C'est sur sa terrasse que je continue à rêver. Le temps a tout transformé sauf cet endroit. Secret et silencieux, le café Hafa est resté comme autrefois, magique. Génération après génération, c'est là que se retrouvent les joueurs d'échec, les poètes, les écrivains, les artistes. Et, installés sur les vieilles nattes de paille, ils s'abandonnent encore aux douces illusions du Kif ».